# Camptoloma lyperiiflorum
Camptoloma lyperiiflorum là một loài thực vật có hoa trong họ Huyền sâm. Loài này được (Vatke) Hilliard mô tả khoa học đầu tiên năm 1991.